# Polyrhaphis michaeli
Polyrhaphis michaeli är en skalbaggsart som beskrevs av Mccarty 1997. Polyrhaphis michaeli ingår i släktet Polyrhaphis och familjen långhorningar. Inga underarter finns listade i Catalogue of Life.